# Mosun Filani
Mosunmola Filani es una actriz de voz y cine nigeriana.

## Biografía
Filani nació en Ibadán de padres del estado de Ekiti. Se crio con otros cuatro hermanos. Asistió a Abeokuta College of Education y obtuvo una licenciatura en Administración de Empresas de la Universidad de Educación Tai Solarin.

## Carrera
Ha protagoniza películas de Nollywood, especialmente películas y producciones de radio yoruba desde 2005. También ha recibido distintas nominaciones, incluida la de Mejor Actriz en un papel secundario en los premios Best of Nollywood de 2009 y 2011.

## Vida personal
Su padre falleció en 2015. Está casada con el político y abogado Kayode Oduoye y tiene dos hijos.

## Filmografía seleccionada
- Iku Ewa
- Ami Ayo
- Iyo Aye (2011)
- Jenifa (2009)[17]